# Onhuret
Onhuret nebo také Anhur, An-Her, Anhuret, Han-Her, Inhert, řecky Onuris či  Onouris je v egyptské mytologii bůh války uctívaný v oblasti Abydu, především v Ceneji.

## Role

### Bůh války
Vzhledem k jeho pozici boha války byl patronem starověké egyptské armády a ztělesněním královských válečníků. Během římské éry byl císař Tiberius zobrazován jako muž s Onhuretovou korunou složenou ze čtyř per.
Řekové jej srovnávali s řeckým bohem války Aréem. Olympští bohové uprchli do Egypta před Týfónem a Arés na sebe vzal podobu ryby jako Lepidotus nebo Onuris.

### Nositel nebes
Jeho jméno by mohlo znamenat „nositel nebes“. Kvůli stejné koruně byl později ztotožňován se Šuem, jako Onhuret-Šu. Coby Šu byl synem boha Rea a bratr bohyně Tefnut.

## Onhuretovi velekněží
- Amenhotep – za vlády Thutmose IV. Amenhotepova žena Henut byla pěvkyní v Anhurově chrámu. Jejich synové Hat a Kenna byli vojáci.
- Hori
- Minmose – za vlády Ramesse II. Syn velekněze Horiho a jeho ženy Inty.
- Anhurmose – za vlády Merenptaha
- Sišepset – za vlády Ramesse III.
- Harsiese – zmíněn na ostrakonu v Abydu.